# Hans Hedén
Hans Truedsson Hedén, född 22 oktober 1862 i Löddeköpinge socken, Malmöhus län, död 23 mars 1907 i Malmö Sankt Pauli församling, var ett svenskt ingenjörsbiträde och vågmästare.
Hedén tjänstgjorde under 1890-talet vid stadsingenjörskontoret i Malmö stad. Efter Jöns Åbergs frånfälle 1897 blev han tillförordnad stadsingenjör och upprätthöll periodvis denna befattning även efter att efterträdaren Anders Nilsson tillträtt året därpå. År 1901 blev Hedén vågmästare i Malmö. Han är upphovsman till en lång rad plankartor beträffande Malmö stad från perioden 1892–1902. Han gravsattes på Sankt Pauli södra kyrkogård i Malmö.